# Каліберга Павло Пилипович
Каліберга (Келеберга) Павло Пилипович (1882, Велика Данилівка, тепер в межах Харкова − 1933?) — український кобзар.

## З життєпису
Народився у селищі Велика Данилівка Харківського повіту (тепер в межах Харкова).
Осліп у два роки. Із 17 років навчався в Ілька Токаря. «У науці» перебував за всіма старосвітськими правилами, віддаючи увесь заробіток вчителеві. Дістав право на самостійне кобзарювання у 19 років. Бандура його мала 19 струн.
За свідченням Є. Криста, грав і співав непогано. Любив тішитися зі зрячих дослідників, вдаючи із себе дурника. За даними Е. Криста дум він не співав але переважно псальми та жартівливі пісні.
У 20-х роках XX ст. був ще живим. Подальша доля невідома.